# 細野真由美
細野真由美（ほその まゆみ、1966年4月11日 - ）は、日本の現代音楽の作曲家。

## 略歴
愛知県豊田市出身。愛知県立芸術大学大学院修士課程卒。兼田敏、岡坂慶紀らに作曲を学び、のち東京でプライベートで細川俊夫にもつく第一秋吉台世代に属する。神奈川合唱作曲コンクールなどに入賞しながら頭角をあらわす。
後にドイツに留学。最初はフライブルクでマティアス・シュパーリンガーなどの授業を聴講するが、ダルムシュタット夏季現代音楽講習会を経て、シュトゥットガルトの音楽大学と、オランダのマーストリヒトの音楽院に正式同時入学。ウーリッヒ・ズーセとロベルト・HP・プラッツに作曲を師事するかたわら、エアハルト・カルコシュカに電子音楽を学び、ヘルムート・ラッヘンマンの作曲ゼミナールにも熱心に通う。
帰国後、現在は再び故郷の愛知県に在住し、教育活動に余念がなく現在名古屋芸術大学で教鞭を取っている。